# Karolówka (rejon żydaczowski)
Karolówka (ukr. Королівка) – wieś na Ukrainie w rejonie stryjskim (do 2020 roku w rejonie żydaczowskim) obwodu lwowskiego.

## Położenie
Wieś położona na południe od Żydaczowa i na wschód od Hnizdyczowa.